# Чемпіонат Франції з футболу 1928
Чемпіонат Франції з футболу 1928 — другий розіграш аматорського національного чемпіонату, проведеного Французькою футбольною федерацією. Участь у змаганнях брали дванадцять переможців регіональних чемпіонатів, які були поділені на два дивізіони — дивізіон Досконалості (фр. la Division d'excellence) і дивізіон Честі (фр. la Division d'honneur).
Переможцем вищого дивізіону став паризький клуб «Стад Франсе».

## Дивізіон Досконалості

### Учасники
| Клуб            | Регіональна ліга      |
| --------------- | --------------------- |
| «Турсонь»       | Північ                |
| СК «Бастідьєнн» | Південний-Захід       |
| «Монпельє»      | Південний-Схід        |
| «Стад Франсе»   | Париж                 |
| «Стад Гавр»     | Нормандія             |
| УС «Белфор»     | Бургундія-Франш-Конте |

### Груповий етап

#### Група 1
Шість команд були поділені на дві групи, переможці яких у фіналі визначили чемпіона.
| М  | Команда       | І | В | Н | П | МЗ | МП | РМ | О |
| -- | ------------- | - | - | - | - | -- | -- | -- | - |
| 1. | «Стад Франсе» | 2 | 2 | 0 | 0 | 12 | 5  | +7 | 4 |
| 2. | «Монпельє»    | 2 | 1 | 0 | 1 | 6  | 7  | −1 | 2 |
| 3. | «Стад Гавр»   | 2 | 0 | 0 | 2 | 3  | 9  | −6 | 0 |

- 4 березня, «Стад Гавр» — «Стад Франсе» — 2:6
- 25 березня, «Монпельє» — «Стад Гавр» — 3:1
- 22 квітня, «Стад Франсе» — «Монпельє» — 6:3

#### Група 2
Шість команд були поділені на дві групи, переможці яких у фіналі визначили чемпіона.
| М  | Команда      | І | В | Н | П | МЗ | МП | РМ | О |
| -- | ------------ | - | - | - | - | -- | -- | -- | - |
| 1. | «Турсонь»    | 2 | 2 | 0 | 0 | 8  | 3  | +5 | 4 |
| 2. | «Бастідьєнн» | 2 | 1 | 0 | 1 | 1  | 3  | −2 | 2 |
| 3. | «Белфор»     | 2 | 0 | 0 | 2 | 3  | 6  | −3 | 0 |

- 1 березня, «Бастідьєнн» — «Белфор» — 1:0
- 6 травня, «Белфор» — «Турсонь» — 3:5
- 13 травня, «Турсонь» — «Бастідьєнн» — 3:0

### Фінал
| 20 травня 1928 |

| «Стад Франсе»         | 2 — 0 | «Турсонь» |
| --------------------- | ----- | --------- |
| Гордон 57' Андруп 87' |       |           |

| Олімпійський стадіон Ів дю Мануар (Коломб) Арбітр: М.Курік |

«Стад Франсе»: Мартіно — Жак Вільд, Фонтен — Белін, Робер Дофен, Маццоні — Жуль Монсає, Гордон, Кай Андруп, Анрі Павіяр, Кен
«Турсонь»: Леблон — Ломполь, Вілкін — Барон, Фелікс Баю, Деруссо — Д'Елюа, Курсель, Фуркунуа, Літер, Віктор Фервек.

## Дивізіон Честі
Чемпіоном став клуб «Мюлуз», що представляв регіон Ельзас.